# Iglesia de San Jorge y San Adalberto
La Iglesia de San Jorge y San Adalberto (en estonio: Püha Jüri ja Püha Adalberti kirik) es el nombre que recibe un edificio religioso de la Iglesia católica localizado en Sillamäe  una ciudad costera en la parte norte del país europeo de Estonia, en el condado de Ida-Viru (o Viru oriental).
Como su nombre lo indica fue dedicada a los Santos Jorge y Adalberto. Está a cargo del padre Grzegorz Senkowski y ofrece misas en ruso y polaco debido a la que la congregación está compuesta por diversas nacionalidades presentes en Estonia.